# Amblychaeturichthys
Amblychaeturichthys − rodzaj ryb z rodziny babkowatych.

## Klasyfikacja
Gatunki zaliczane do tego rodzaju:
- Amblychaeturichthys hexanema
- Amblychaeurichthys sciistius